# Johannes Kepler
Pour les articles homonymes, voir Kepler.
Johannes Kepler (ou Keppler), né le 27 décembre 1571 à Weil (ville libre d'Empire) et mort le 15 novembre 1630 à Ratisbonne (ville libre d'Empire), est un astronome allemand célèbre pour avoir étudié l’hypothèse héliocentrique de Nicolas Copernic, affirmant que la Terre tourne autour du Soleil et surtout pour avoir découvert que les planètes ne tournent pas autour du Soleil en suivant des trajectoires circulaires parfaites mais des trajectoires elliptiques. Kepler a découvert les relations mathématiques (dites lois de Kepler) qui régissent les mouvements des planètes sur leur orbite. Ces relations furent ensuite exploitées par Isaac Newton pour élaborer la théorie de la gravitation universelle.

## Biographie

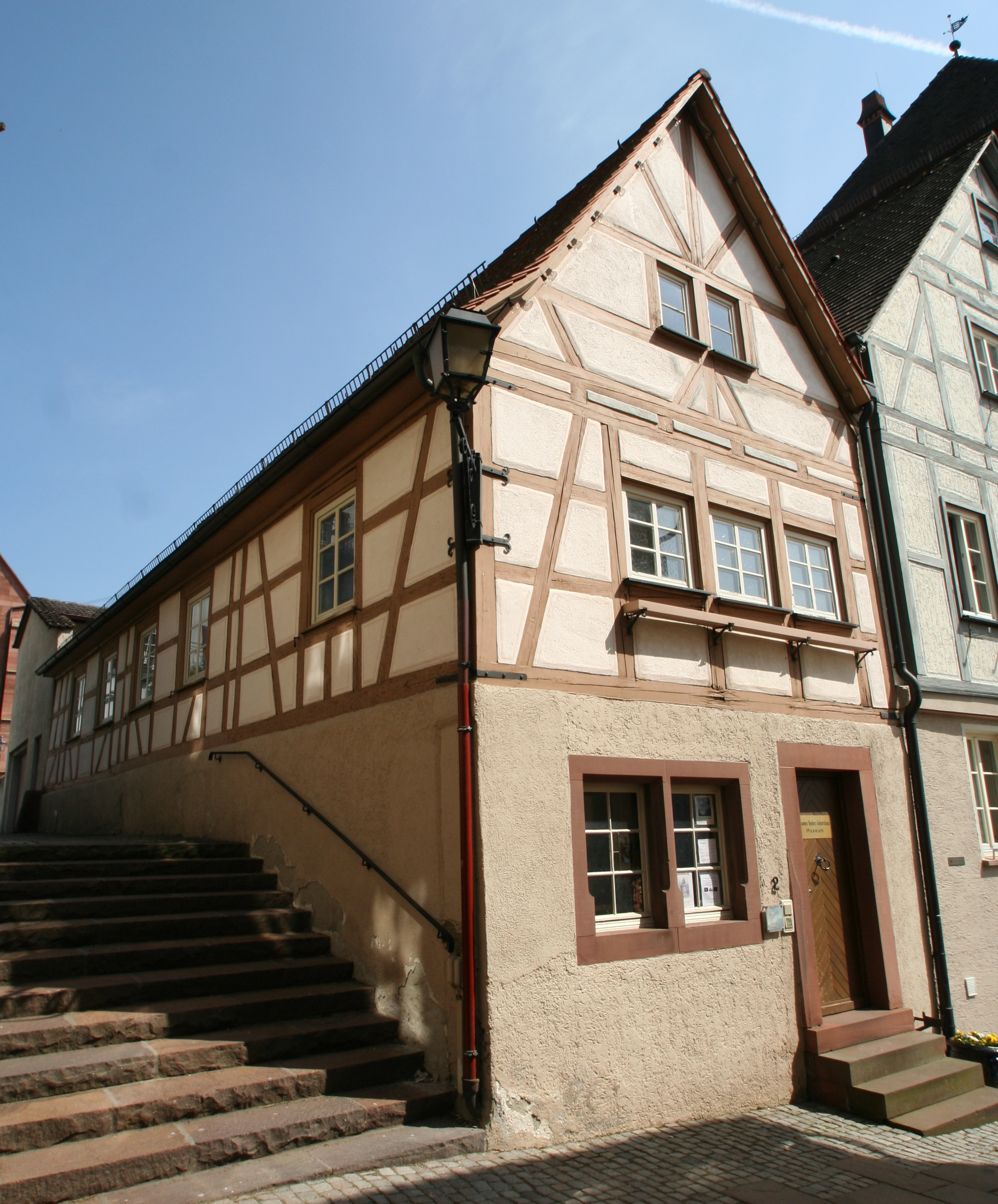
Maison natale de Kepler à Weil der Stadt. Maintenant, musée Kepler.

Kepler naît au sein d’une famille de religion protestante luthérienne, installée dans la ville de Weil dans le Wurtemberg, ville libre sous l'autorité immédiate de l'Empire. À Weil der Stadt, les Kepler ont joui d'une certaine reconnaissance sociale, son grand-père paternel Sebald Kepler en a été bourgmestre, mais après avoir été porté aux nues pour avoir combattu sous les ordres de Charles-Quint, il a sombré dans la pauvreté. Toute la famille s'entasse sous le même toit dans la maison des grands-parents, Sebald Kepler et Katharina Müller.
Né prématurément à sept mois et hypocondriaque de nature chétive, Johannes Kepler souffre toute sa vie d’une santé fragile. À l’âge de trois ans, il contracte la variole, ce qui, entre autres séquelles, affaiblit sévèrement sa vue. La famille Kepler est peu ordinaire et son ambiance n’est pas des plus saines. Le père, Heinrich Kepler, est mercenaire dans l’armée du duc de Wurtemberg, et toujours en campagne, étant ainsi rarement présent à son domicile. La mère, Katharina Guldenmann, analphabète, dure et tracassière — que Kepler qualifie lui-même de « petite, maigre, sinistre et querelleuse » — avait été élevée par une tante qui finit sur le bûcher pour sorcellerie. Kepler a trois cadets : sa sœur, Margarette, dont il reste proche, Christopher, qui lui fut toujours antipathique, et Heinrich. La mère de Kepler préfère nettement ses autres enfants, car Johannes est malingre, souvent malade, myope et souffre de polyopie
De 1574 à 1576, il vit avec son petit frère Heinrich — épileptique — chez ses grands-parents maternels, alors que son père est en campagne en Flandre et que sa mère est partie à sa recherche. Le grand-père, Sebald Kepler, l'oblige à travailler, le bat et le persécute.
Au retour de ses parents, Kepler déménage à Leonberg, ville du duché de Wurtemberg, et commence à suivre les cours de l’école latine de 1577 à 1579 et de 1581 à 1583,. Ses parents lui font découvrir l’astronomie. Ainsi, en 1577, sa mère l’emmène en haut d’une colline pour observer le passage d’une comète. De son côté, son père lui montre l’éclipse de Lune du 31 janvier 1580, et comment cette dernière devint toute rouge. Kepler étudiera plus tard ce phénomène et l’expliquera dans l’un de ses ouvrages sur l’optique.

### Études théologiques

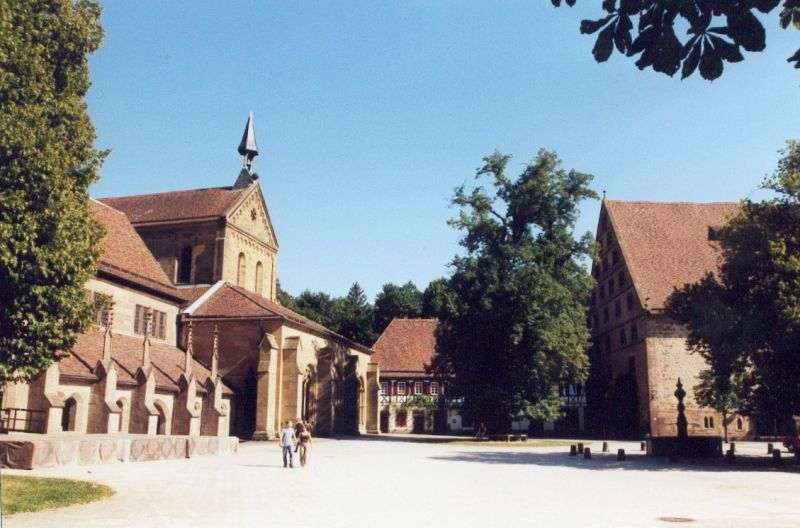
L'abbaye de Maulbronn.

La famille de Johannes Kepler décide qu'il sera ecclésiastique, ce qui n'est pas pour lui déplaire. D'une part, sa force physique est insuffisante pour les travaux agricoles et, de l'autre, il entrevoit sans doute là l'occasion de s'éloigner de sa turbulente famille. Il est profondément croyant et le restera toute sa vie. Ses études de pasteur s'enchaînent sans heurt : en 1584, il entre au séminaire protestant d’Adelberg, puis, deux années après, au séminaire supérieur de Maulbronn où il obtient son diplôme de fin d’études.
En 1589, il entre à l’université de Tübingen, au séminaire évangélique Tübinger Stift,. Là il étudie d’abord l’éthique, la dialectique, la rhétorique, le grec, l’hébreu, l’astronomie et la physique, puis, pendant trois ans, la théologie et les sciences humaines. Il y poursuit ses études après obtention d’une maîtrise en 1591. Il suit en même temps les cours d'astronomie de Michael Maestlin qui, bien qu'obligé d'enseigner le système géocentrique de Ptolémée, est un fervent admirateur du nouveau système héliocentrique de Copernic. À son contact, Kepler devient lui-même un copernicien enthousiaste.

### Professeur à l'école de Graz et astrologue

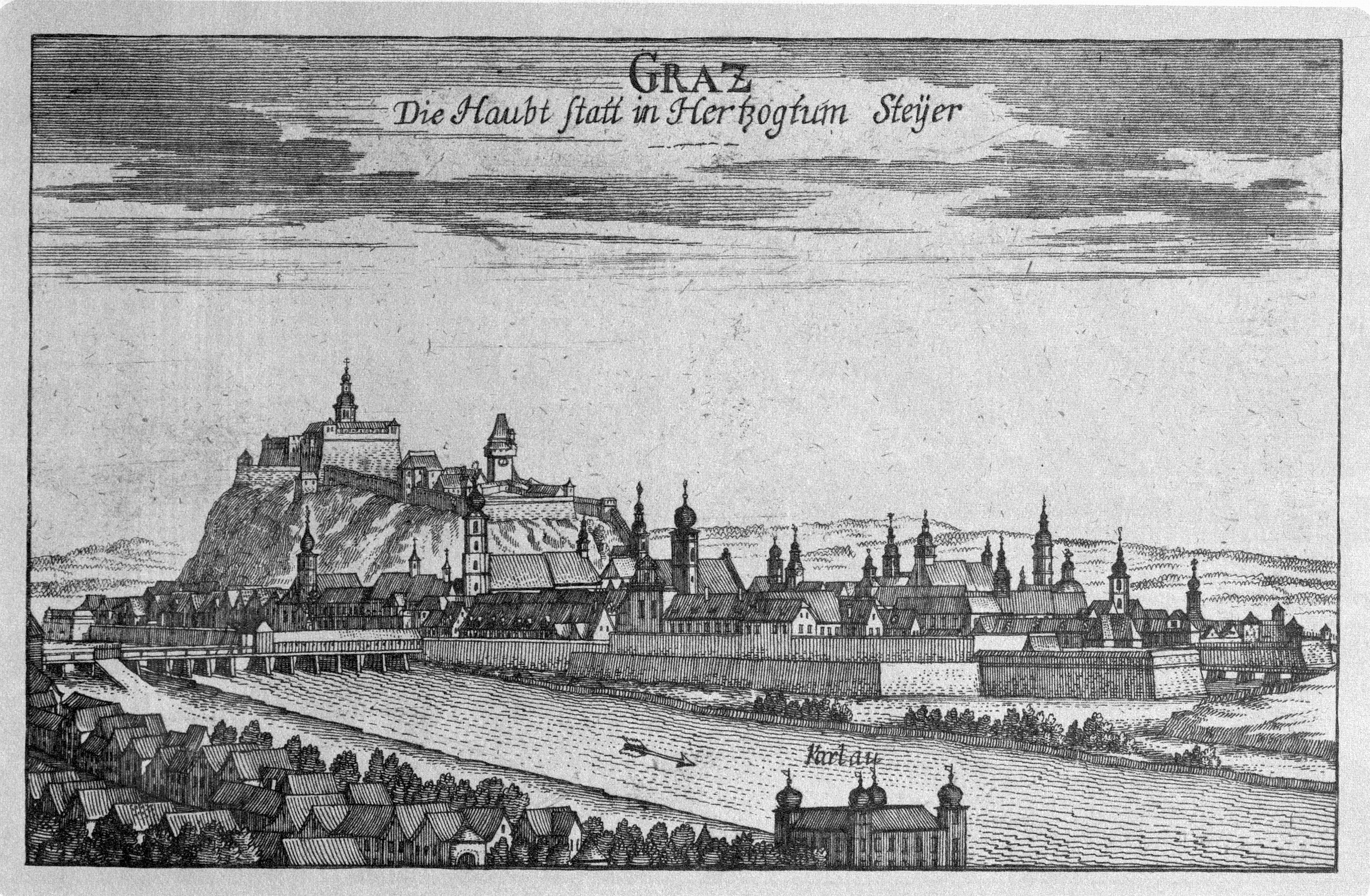
Graz vers 1670.

Alors que Kepler projette de devenir pasteur luthérien, l’école évangélique protestante de Graz demande un professeur de mathématiques : il abandonne ses études en théologie pour prendre le poste et quitte Tübingen en 1594 ; c'est ainsi que Kepler devient « mathématicien provincial ». La première année, il n'a que quelques étudiants, la seconde, aucun. Il est donc chargé d'enseigner d'autres matières, comme la rhétorique, l'histoire et l'éthique. Outre ses cours, il doit, en tant que mathématicien provincial, tirer des cartes astrales, élaborer les almanachs — que nous appelons aujourd'hui horoscopes — et réaliser des prédictions astrologiques. À l’époque, la distinction entre science et croyance n’est pas encore clairement établie et on croit généralement que le mouvement des astres est gouverné par les lois divines.
Sur recommandation de ses amis, Kepler se marie le 27 avril 1597 avec la jeune Barbara Müller. Âgée de vingt-trois ans, cette jeune femme au caractère exécrable, qu’il qualifie de « grasse et simple d’esprit », s'était déjà mariée à deux reprises et s'était retrouvée veuve à chaque fois. De sa première union, elle a eu une fille, Regina, que Kepler affectionnera tout particulièrement et qui jouera un rôle important dans sa vie. Barbara meurt en 1612, et seuls leur fille Susanne et leur fils Ludwig atteindront l'âge adulte.

### Assistant de Tycho Brahe et mathématicien impérial
En 1600, la Contre-Réforme étend sa zone d'influence. On lui fait alors savoir que s'il ne se convertit pas au catholicisme, il sera expulsé de Graz. Bien que ses croyances ne soient pas conformes à l'orthodoxie luthérienne, il refuse d'abjurer sa foi et est banni. Il se réfugie à Prague, invité par l’astronome danois Tycho Brahe pour y devenir son assistant,,, (Tycho Brahe, lui-même chassé du Danemark après le décès de son mécène Frédéric II du Danemark, avait été nommé mathématicien impérial à Prague par l'empereur Rodolphe II ; il y avait fait construire un observatoire dans un château à Benatek, non loin de Prague).
Kepler se met au service de Tycho Brahe, qui décède en octobre 1601, laissant à Kepler ses mesures et son poste de mathématicien impérial. Comme Tycho, Kepler est chargé par Rodolphe II d'établir de nouvelles tables planétaires, qui verront le jour en 1627 sous le nom de Tables rudolphines. Le plus grand mathématicien y exploitera et diffusera les travaux du plus grand observateur de l'époque. Kepler occupe le poste de mathématicien impérial jusqu'à la mort de Rodolphe II en 1612

### Exil à Linz
En 1611, une série d'événements dramatiques frappent Kepler. Son jeune fils Friedrich meurt de maladie, sa femme Barbara, malade et dépressive, se suicide, et son mécène Rodolphe II abdique. En 1612, il est de plus excommunié de l'église luthérienne pour ses prises de positions hérétiques. Il quitte Prague pour s'installer à Linz, où il travaille comme mathématicien et enseignant et poursuit ses recherches.
En 1613, il épouse Susanne Reuttinger avec qui il a sept enfants parmi lesquels trois meurent très tôt. Un mariage, cette fois-ci, heureux.
En 1615, sa mère, alors âgée de 68 ans, est accusée de sorcellerie par les autorités de sa ville natale Leonberg. Kepler, persuadé de son innocence, passe six années à assurer sa défense auprès des tribunaux et à écrire de nombreux plaidoyers. Il doit, à deux reprises, retourner dans le Wurtemberg. Elle demeure enfermée quatorze mois à Güglingen. Finalement, le duc de Wurtemberg la déclare libre de toute charge de sorcellerie le 4 octobre 1621. Affaiblie par ces dures années de procès et d’emprisonnement, elle meurt six mois plus tard.
En 1619, il publie un traité d'astronomie, Harmonices Mundi, où il recherche encore une fois encore un ordre mathématique et harmonique aux mouvements des planètes, cette fois-ci en cherchant une comparaison avec le domaine de la musique et ses propres harmonies mathématiques, poursuivant les travaux antiques sur l'harmonie des sphères. Ces recherches le mènent indirectement à la découverte, cette même année, de la troisième loi de Kepler, concernant la vitesse des planètes sur leur orbite.
Il continue également à calculer les tables astronomiques qu'il avait commencées à Prague, qui permettent de calculer avec précision la position des planètes et étoiles principales sur une longue période. Les calculs sont complexes et sujets à erreur ; pour perfectionner et accélérer son travail, il utilise les logarithmes récemment découverts par John Neper en 1614. Il éprouve le besoin de les perfectionner et les justifier par lui-même, ainsi que de calculer des tables de logarithmes plus précises. En 1624, il publie le Chilias logarithmorum, où il améliore les méthodes et résultats de Neper, et qui contient une nouvelle table des logarithmes.
Enfin, en 1627 il publie son « grand œuvre », les tables rudolphines, synthèse des observations de Tycho Brahe, de ses propres lois et de ses travaux mathématiques. Elles sont si précises qu'elles resteront valables pendant plusieurs décennies, validant la justesse de ses lois, et du modèle héliocentrique copernicien.

### Mort et postérité
Kepler meurt en 1630 à Ratisbonne, à l’âge de 59 ans, loin de Susanne et de ses enfants qui n'apprendront sa mort que deux mois plus tard. Il est enterré le 19 novembre. Il meurt dans le dénuement matériel le plus extrême en raison de la mévente des Tables rudolphines, et sans recevoir les derniers sacrements. Le pasteur luthérien les lui a refusés car il n'avait pas voulu, auparavant, condamner le calvinisme.
Avant de mourir, il avait eu le temps d'écrire sous forme de distique élégiaque l'épitaphe en vers qu'il souhaitait pour sa pierre tombale : Mensus eram caelos. Nunc terrae metior umbras. Mens coelestis erat. Corporis umbra jacet (« Je mesurais les cieux. Je mesure maintenant les ombres de la Terre. L'esprit était céleste. Ici gît l'ombre du corps »).
En 1633-1634, durant la guerre de Trente Ans, l’armée suédoise détruit sa tombe et ses ossements sont jetés à la fosse commune. Ses travaux sont retrouvés en 1773. Récupérés par Catherine II de Russie, ils se trouvent à l’observatoire de Poulkovo de Saint-Pétersbourg en Russie. En 1808, un monument en marbre lui est élevé par les soins du prince-évêque Charles-Théodore de Dalberg dans le jardin botanique de Ratisbonne.

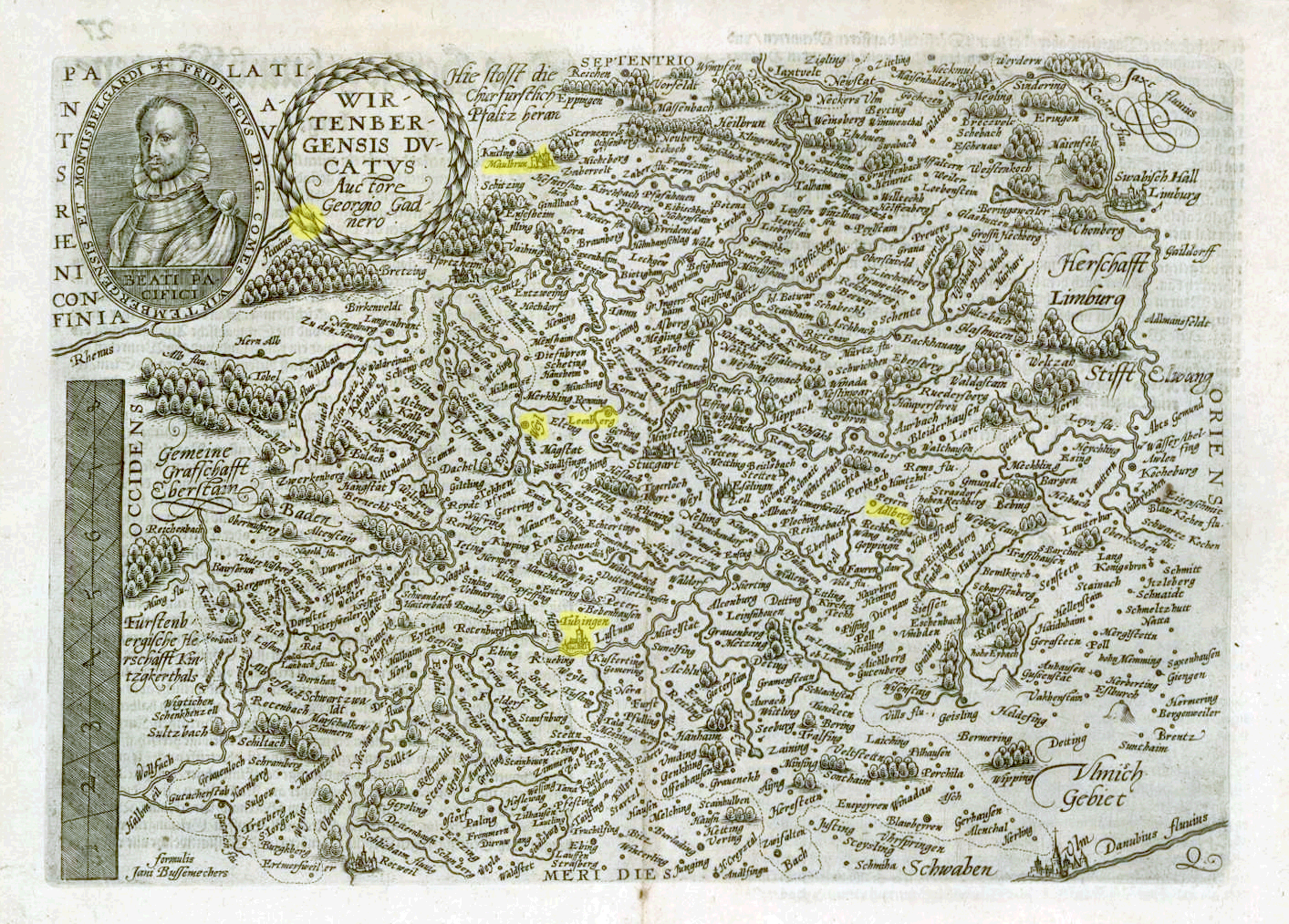
Lieux où vécut Kepler pendant sa jeunesse. Weil der Stadt [1571-1576], Leonberg [1576-1579] [1581-1583] (au centre), Adelberg [1584-1586] (à l'est), Maulbronn [1586-1589] (au nord), Ellmendingen [1579-1581] (au nord-ouest, disque jaune sur le bord du cartouche), Tübingen [1589-1594] (au sud).
Lieux de séjour de Kepler. Weil der Stadt [né en 1571-1576], Tübingen [1589-1594], Graz [1594-1600], Prague [1600-1612], Linz [1612-1626], Ulm [1627], Sagan [1628-1630], Ratisbonne [mort en 1630].

## Œuvres scientifiques

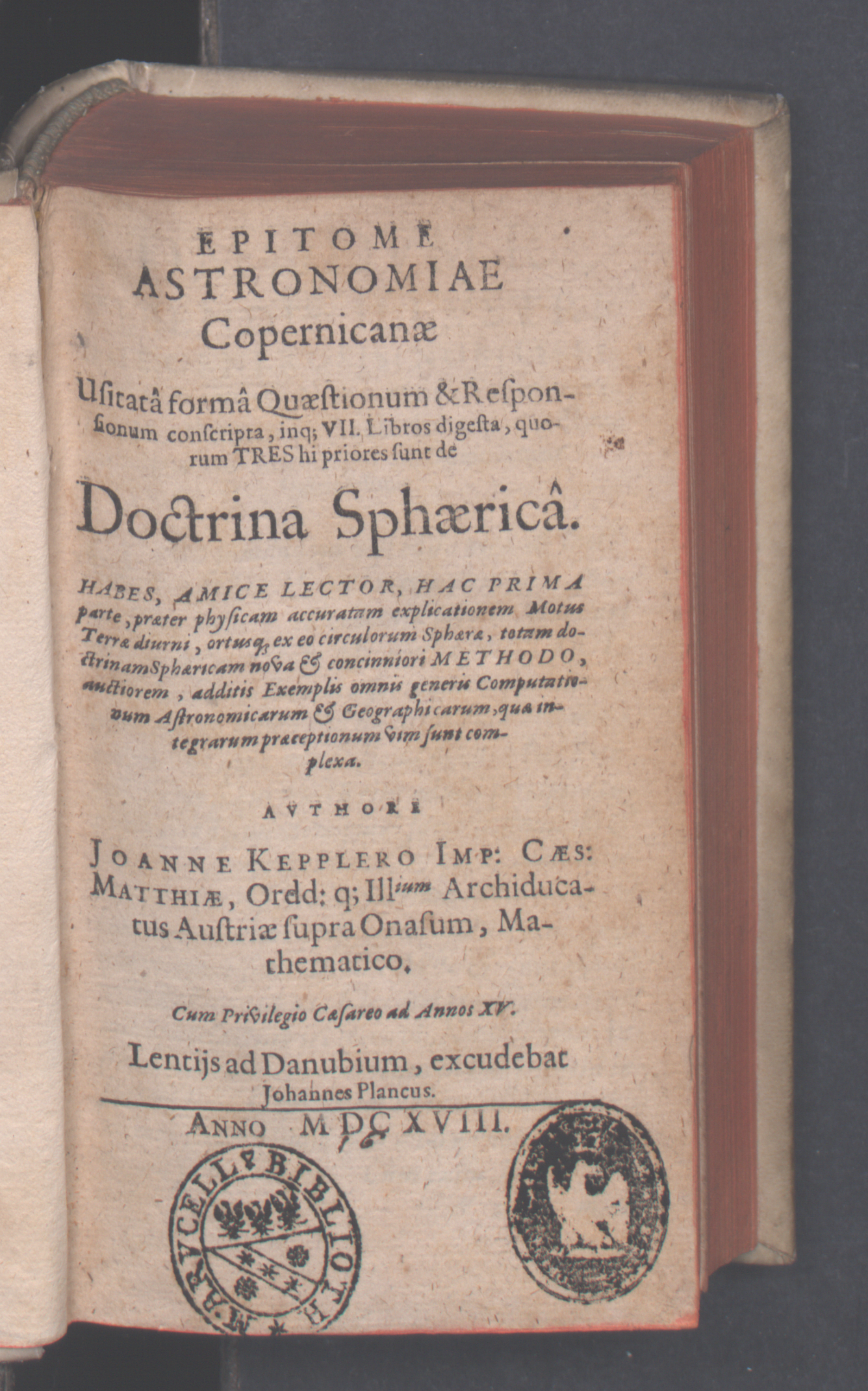
Epitome astronomiae copernicanae, 1618.

Kepler a découvert les trois relations mathématiques, aujourd'hui dites lois de Kepler, qui régissent les mouvements des planètes sur leur orbite. Les deux premières sont publiées en 1609 dans un livre intitulé Astronomia nova. La troisième survient seulement en 1618, et quantifie le rapport entre longueur du demi-grand axe et période de révolution. Ces relations sont fondamentales car elles furent plus tard exploitées par Isaac Newton pour mettre au point sa théorie de la gravitation universelle. Dans son Astronomia nova il entrevoyait déjà la loi de la gravitation universelle. Il explique à propos de la pesanteur et de l'attraction terrestre que « deux corps voisins et hors de la sphère d'attraction d'un troisième corps s'attireraient en raison directe de leur masse ». Pour mieux se faire comprendre, il écrit ce qui sera considéré comme le premier livre de science-fiction, Le Songe ou l'Astronomie lunaire. Il veut montrer les problèmes posés par l'attraction et la pesanteur en imaginant un voyage de la Terre à la Lune par deux personnages : la violence du départ, la diminution progressive de la pesanteur qui à la fin s'annule (l'état d'apesanteur de nos jours) puis l'attraction croissante de la Lune qui reste néanmoins plus faible que sur La Terre.
Il fonde une science nouvelle, nommée par lui la « dioptrique » et qui deviendra l’optique en synthétisant en 1604, puis en 1611, les principes fondamentaux de l’optique moderne comme la nature de la lumière, la chambre obscure, les miroirs (plans et courbes), les lentilles ou la réfraction.

### LeMysterium cosmographicum

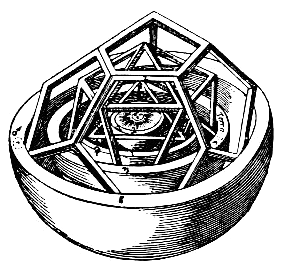
Vue détaillée de la partie interne de la modélisation de l’Univers selon Kepler.

En 1596, il publie son premier ouvrage, Mysterium cosmographicum, fruit de sa lecture du Timée de Platon, et de ses premières recherches sur la structure de l’Univers. Il voit dans les lois qui régissent les mouvements des planètes un message divin adressé à l’Homme. Dans ce livre, où il affirme sa position copernicienne, il se donne pour objectif de répondre à trois questions portant sur le nombre de planètes, leur distance au Soleil et enfin leur vitesse.
Dans son livre, il développe une théorie des polyèdres réguliers permettant de construire un modèle de l’Univers. Kepler remarqua que l'on pouvait intercaler entre les orbes des six planètes connues à l’époque (de Mercure à Saturne) les cinq solides de Platon. Ces derniers étant des polyèdres réguliers, ils étaient parmi les solides ceux qui approchaient le plus la perfection divine de la sphère. Leur utilisation dans l'architecture de l'Univers s'accordait bien avec la grandeur de la création divine. Le nombre de ces solides impliquait le nombre de planètes : cinq intervalles, donc six planètes. Mais ces polyèdres expliquaient également, par leur disposition, les proportions des orbes planétaires (les distances relatives des planètes au Soleil) : chaque solide était inscrit dans l'orbe d'une planète et circonscrit à l'orbe de la planète immédiatement inférieure. L'emboîtement était constitué ainsi : le cube entre les orbes de Saturne et de Jupiter, le tétraèdre entre celui de Jupiter et celui de Mars, puis le dodécaèdre, entre ce dernier et celui de la Terre, suivi par l'icosaèdre englobant l'orbe de Vénus, lui-même circonscrit à l'octaèdre, qui entourait enfin l'orbe de Mercure.
Pour prendre en compte la variabilité de la distance des planètes au Soleil — due pour Kepler comme pour Copernic à l'excentricité et aux épicycles de chacune d'entre elles — l'astronome donne à chaque orbe une épaisseur correspondant à la différence entre la distance maximale et la distance minimale de la planète au Soleil,. Il est à noter que l'épaisseur des orbes amène Kepler à transformer de façon décisive le système copernicien en un système réellement héliocentrique : en effet, Copernic prenait comme référence des mouvements planétaires le centre du grand orbe (l'orbe terrestre), et non le Soleil, un peu à l'écart du fait de l'excentricité de l'orbite terrestre. Pour affecter à l'orbe de la Terre, comme à toutes les autres, une épaisseur, Kepler déplace la référence des mouvements planétaires dans le Soleil.

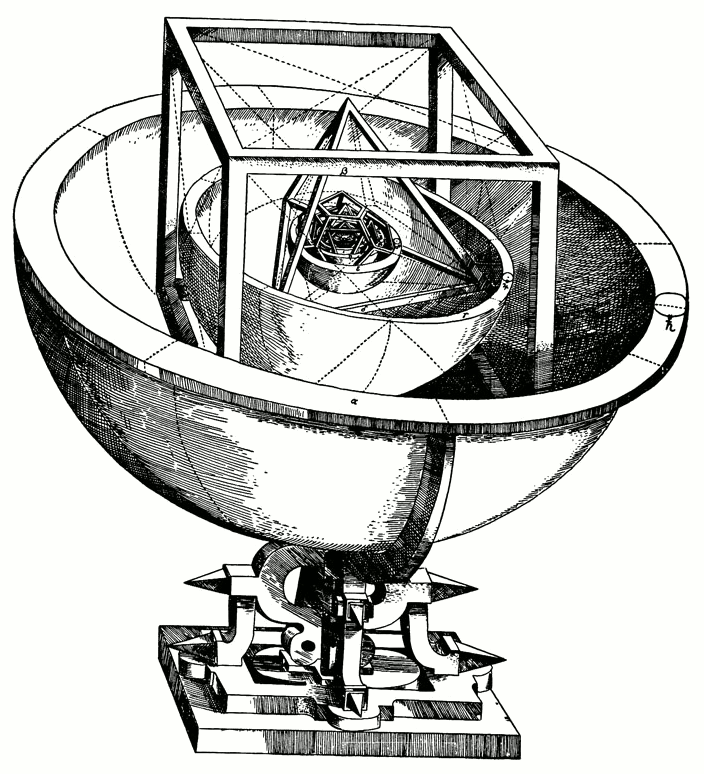
Le modèle d’Univers de Kepler, fondé sur les cinq polyèdres réguliers.

Reste la question des vitesses : pour les expliquer, il attribue au Soleil une « âme » ou « force » motrice qui induit le mouvement des planètes. Il compare celle-ci avec la lumière, qui elle aussi provient du Soleil, et tente de déduire de cette analogie une loi mathématique liant la période de révolution des planètes à leur distance moyenne au Soleil. Mais ses conceptions erronées sur la propagation de la lumière — qu'il corrigera par la suite — sur la dynamique (relations entre forces et mouvements, qui seront établies par Galilée et Newton), ainsi que des erreurs sur les déductions mathématiques des principes qu'il établit, l'amènent à une loi erronée, qu'il lui faudra plus de vingt ans pour rectifier (dans l'Harmonices mundi).
La théorie des solides emboîtés, qui amènera plus tard Kepler à découvrir deux nouveaux solides réguliers (voir Les polyèdres de Kepler-Poinsot), si elle nous paraît fantaisiste aujourd’hui, a permis à Kepler d’entrer en contact avec ses contemporains Galilée et Tycho Brahe, mathématicien impérial à la cour de Prague. Le premier lui fit part de son enthousiasme pour le soutien des idées coperniciennes qu’il partage également. Le second, tout aussi admiratif, l’invita à travailler à ses côtés. Mais les apports du Mysterium cosmographicum ne se limitent pas à la riche collaboration qu'il a permise avec l'astronome danois. Ce livre a surtout été apprécié en son temps car il constituait le premier plaidoyer convaincant pour la théorie copernicienne, ne se contentant pas, ainsi que Rheticus l'avait fait, de présenter les avantages du système héliocentrique du point de vue mathématique. Kepler, en effet, cherche (et croit avoir trouvé) les causes (physiques et métaphysiques) du nombre, de la disposition et des mouvements des planètes. Cette recherche des causes (physiques), que Kepler poursuivra tout au long de sa vie, constitue l'acte fondateur de l'invention d'une nouvelle science : l'astrophysique.

### Le calcul de l’orbite de Mars

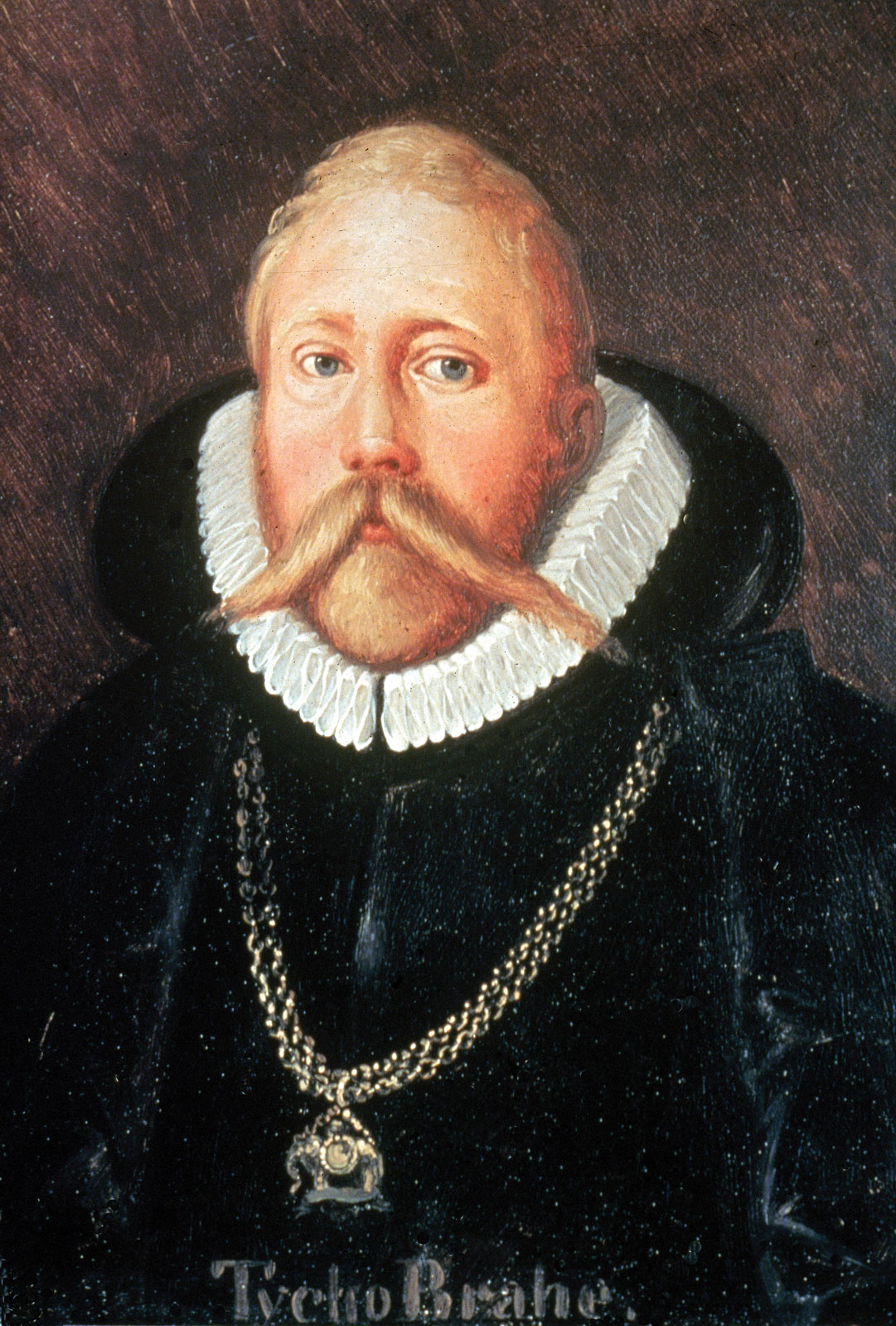
Tycho Brahe.

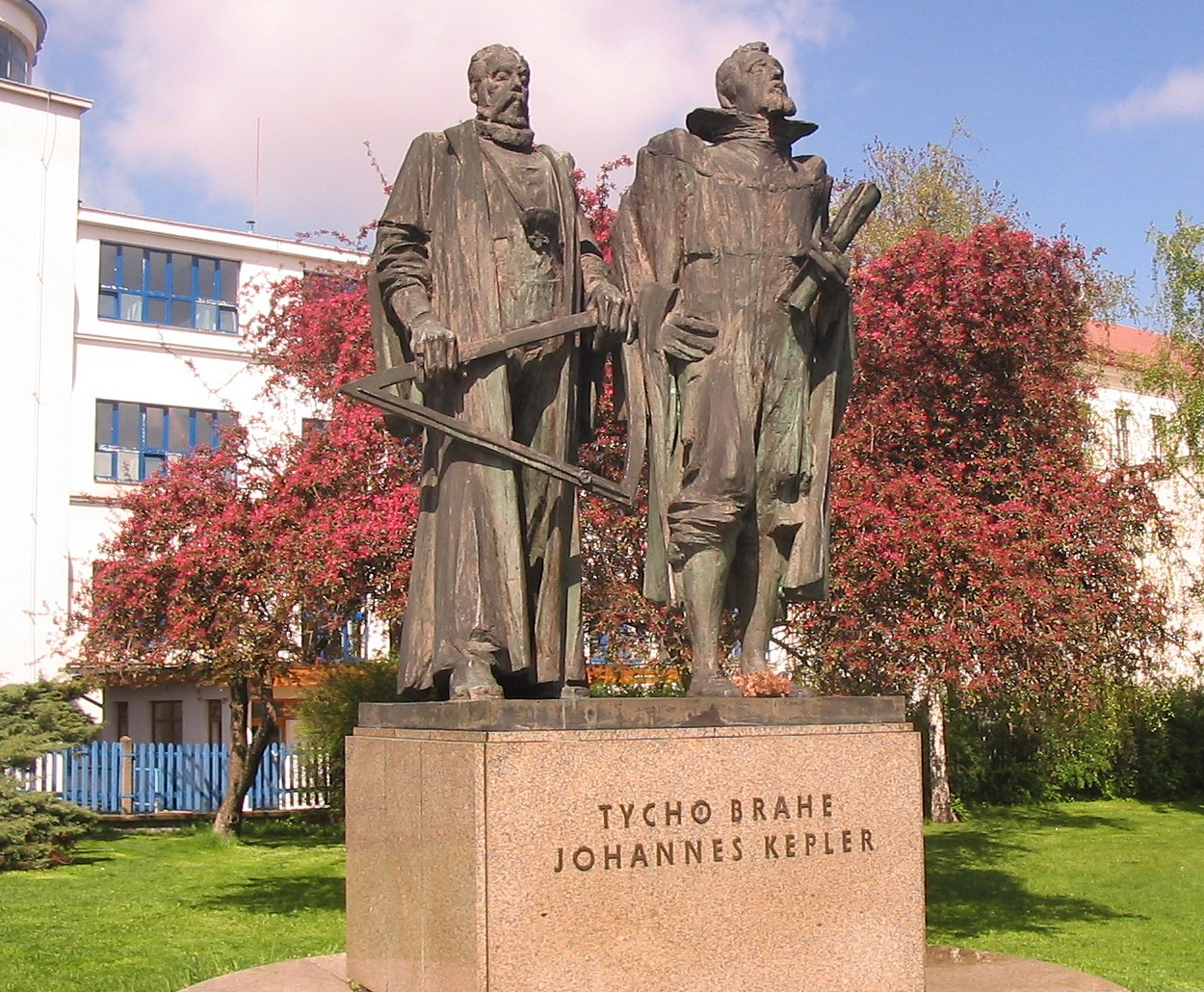
Statue de Tycho Brahe et Johannes Kepler à Prague, République tchèque.

Les relations entre Tycho Brahe et Kepler sont particulièrement houleuses, Tycho ne croyant pas à l’héliocentrisme de Nicolas Copernic mais soutenant une autre théorie dans laquelle la Terre est au centre mais les autres planètes tournent autour du Soleil.
Kepler voit en Tycho Brahe un homme plein de qualités (ses mesures étaient les plus précises jamais réalisées) mais qui ne les exploite pas correctement. Atteint de myopie et de diplopie à la naissance, Kepler s'appuie sur les observations de Brahe pour élaborer ses théories.
Brahe lui demande de calculer l’orbite précise de Mars, dont les positions, suivant ses observations, résistent à toute tentative de modélisation, et s'écartent notablement (de plusieurs degrés) de celles prévues par les tables. Cette tâche était auparavant assignée à son assistant Longomontanus, qui passe alors à l’étude des mouvements de la Lune.
Il pense accomplir sa tâche en quelques semaines, mais il lui faut près de six ans pour achever son travail. C’est alors que Kepler découvre les deux premières des trois lois fondamentales :
- les planètes décrivent des trajectoires elliptiques dont le Soleil est un foyer ;
- le mouvement de chaque planète est tel que le segment de droite reliant le Soleil et la planète balaie des aires égales pendant des durées égales.

Ces lois sont publiées dans Astronomia nova en 1609, où Johannes Kepler est également le premier à émettre l’hypothèse d’une rotation du Soleil sur son axe. En 1618 vient sa troisième grande loi :
- pour toutes les planètes, le rapport entre le cube du demi grand axe de la trajectoire et le carré de la période est le même — cette constante est indépendante de la masse de la planète.

Ce travail est d’autant plus long que Kepler doit mener en parallèle une étude sur l’optique afin de mieux comprendre et interpréter ses observations, et qu’il est encore trop « conditionné » par les anciennes croyances en astronomie : il doute à plusieurs reprises de la nature circulaire de la trajectoire et pense alors à une ellipse, tout en continuant d’essayer de prouver le contraire, en ressortant de vieilles idées faisant appel à l’utilisation d’épicycles.
Les 70 chapitres de l’Astronomia nova comprennent ainsi toutes les démarches scientifiques et erreurs de Kepler, qui lui permettent d’aboutir à ses deux premières lois, mais aussi à d’autres conclusions intéressantes, comme la nature de la force responsable du mouvement des planètes, force « quasi magnétique », donc physique et non plus divine.

### L’optique

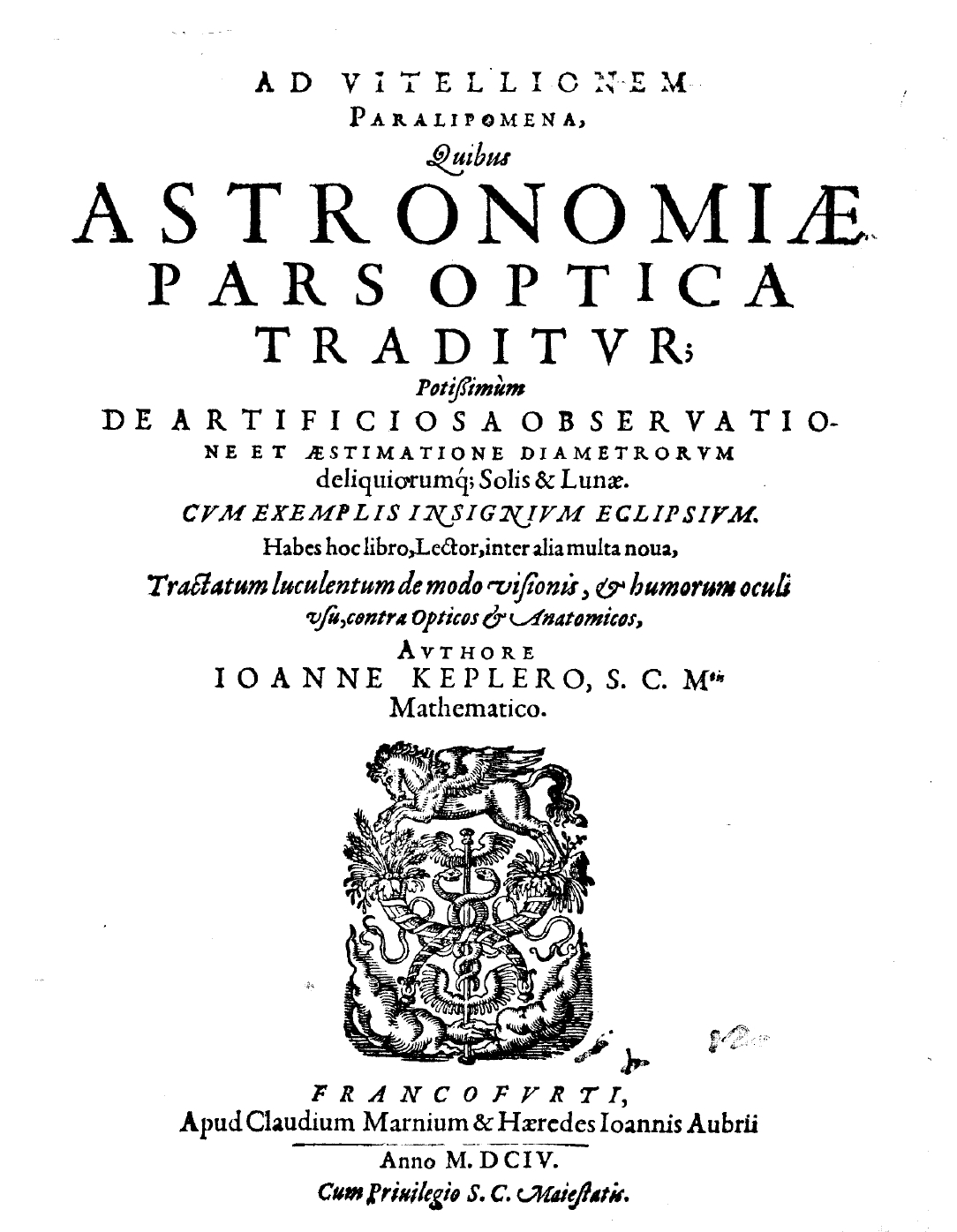
Astronomiae pars optica.

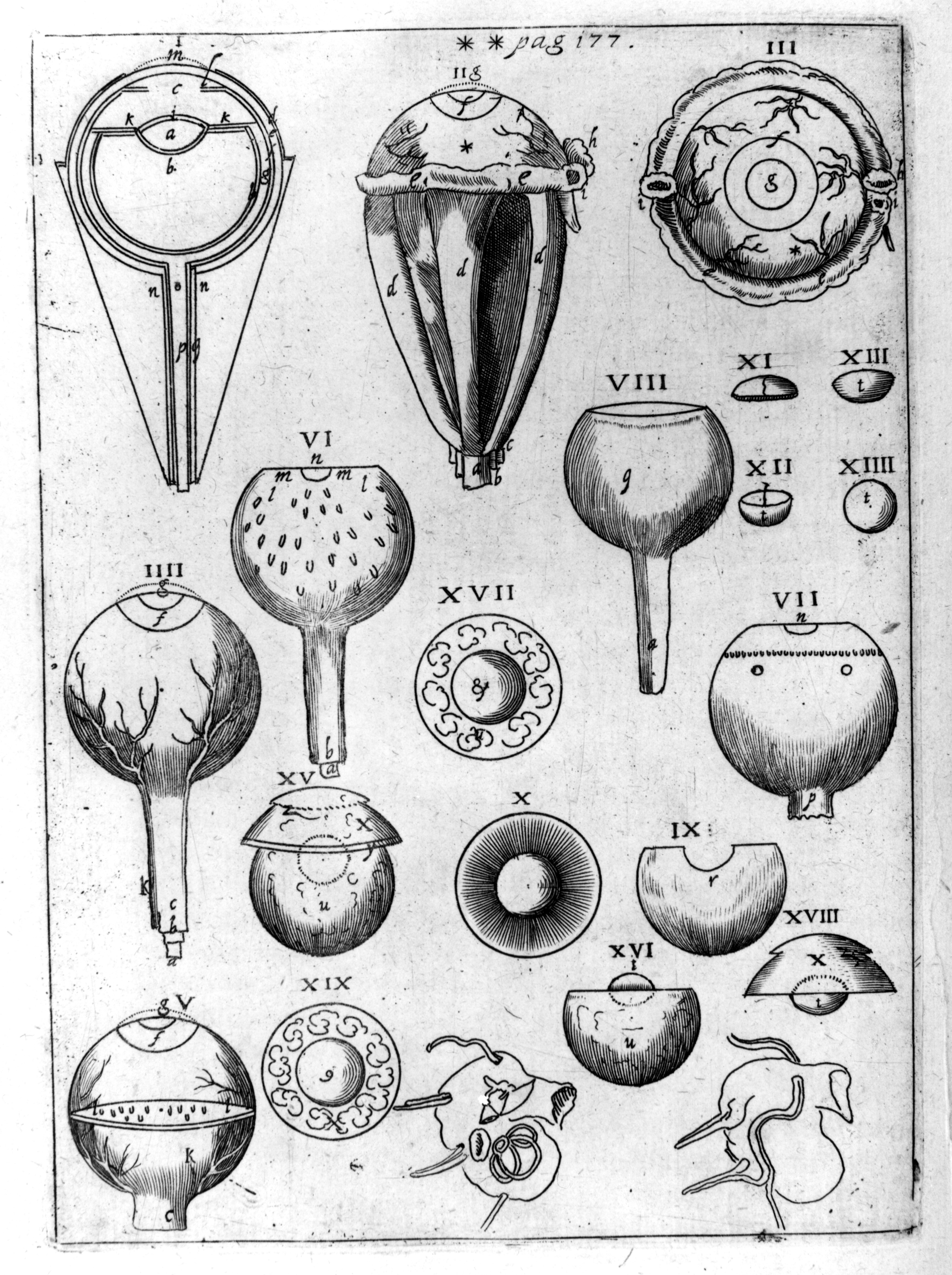
Une planche d’Astronomiae pars optima (1604), illustrant le fonctionnement de l’œil.

Alors qu’il étudie l’orbite de Mars, Kepler voit la nécessité d’étudier également l’optique afin de mieux comprendre certains phénomènes observés telle la réfraction atmosphérique. Dès 1603, il parcourt divers ouvrages sur le sujet dont celui de l’Arabe Alhazen.
Kepler rassemble les connaissances de l’époque dans son livre Astronomia pars optica, publié en 1604. Il y explique les principes fondamentaux de l’optique moderne comme la nature de la lumière (rayons, intensité variant avec la surface, vitesse infinie, etc.), la chambre obscure, les miroirs (plans et courbes), les lentilles et la réfraction pour laquelle il propose la loi : {\displaystyle i=n\times r} ({\displaystyle i} et {\displaystyle r} étant les angles des rayons incident et réfracté et {\displaystyle n} l'indice de réfraction). Elle est correcte pour de petits angles : la loi juste, {\displaystyle \sin i=n\times \sin r}, fut donnée plus tard par Willebrord Snell et René Descartes. Il aborde également le sujet de la vision et la perception des images par l’œil. Il est convaincu que la réception des images est assurée par la rétine et non pas le cristallin comme on le pensait à cette époque, et que le cerveau serait tout à fait capable de remettre à l’endroit l’image inversée qu’il reçoit.
En 1610, il prend connaissance de la découverte de quatre satellites autour de Jupiter grâce aux observations de Galilée avec sa lunette astronomique et écrit une lettre de soutien publiée sous le titre de Dissertatio cum Nuncio Sidereo (Discussion avec le messager céleste), puis après avoir lui-même observé ces satellites, il publie ses observations dans Narratio de observatis quatuor Jovis satellibus. C’est d’ailleurs Kepler qui, le premier, dans son ouvrage de 1611, utilisa le mot « satellite » pour désigner les quatre petits astres tournant autour de Jupiter.
L’invention récente de la lunette enthousiasme beaucoup Kepler qui, en 1611, écrit un second ouvrage d’optique, Dioptricae, reprenant de nombreux thèmes abordés dans l’Optica en les approfondissant. Dans ce livre très mathématique, il rassemble 141 théorèmes visant à faire la théorie des lentilles et de leurs associations possibles, dont la théorie de la lunette de Galilée que ce dernier n'avait pas faite.

### L’Harmonie du monde
Kepler crut découvrir grâce à des travaux antérieurs que l’Univers était soumis à des lois « harmoniques », faisant un lien entre l’astronomie et la musique. Dans le Harmonices Mundi, publié en 1619, il attribue aux planètes un thème musical. Les variations des vitesses de ces planètes sont représentées par les différentes notes composant la musique. Ainsi, il était facile de distinguer les orbites les plus excentriques. Mais c’est aussi dans cet ouvrage en cinq volumes que Kepler énonce sa troisième loi fondamentale : « le carré de la période est proportionnel au cube du demi-grand axe [de l'ellipse] ». Celle-ci découle de ses recherches sur un modèle d’Univers harmonique.

### Ses autres travaux
À la suite de l’observation d’une supernova en 1604-1605, il écrira deux ans plus tard De Stella nova in pede serpentarii.
L’année 1613 est marquée par la publication d’un travail sur la chronologie et l’année de naissance de Jésus de Nazareth. D’abord en allemand, puis en latin l’année suivante (De Vero Anno quo Aeternus Dei Filius Humanam Naturam in Utero Benedictae Virginis Mariae Assumpsit). Il y démontra que le calendrier chrétien comportait une erreur de cinq ans et fut ainsi le premier à revoir la date de naissance de Jésus, en l’an -4. Entre 1617 et 1621, il écrit Epitome Astronomiae Copernicae, une introduction à l’astronomie copernicienne.
Il construisit une table de logarithmes, publiée en 1624 dans Chilias logarithmorum à Marbourg, en améliorant la méthode de calcul proposée par John Napier. Bien qu’achevées depuis un moment déjà, il publia à Ulm, en 1627, ses tables rudolphines (Tabulae Rudolphinae) en hommage à Rodolphe II. Ces tables de positions planétaires étaient fondées sur les observations de Tycho Brahe et ses propres travaux sur la mécanique céleste. Ce retard était dû à un différend avec les héritiers de Tycho Brahe qui ne voulaient pas que les travaux de Tycho soient exploités sans percevoir une partie des gains, ainsi qu’à leur demande de modification de l’introduction de l’ouvrage. Lors de son séjour à Ulm, il est chargé, avec Faulhaber, de définir des unités de mesure pour les activités commerciales et militaires.
Il émit la conjecture mathématique appelée « conjecture de Kepler » concernant l’empilement des sphères (ou des boulets de canons). Celle-ci n’a été démontrée par l’Américain Thomas Hales qu’en 1998, par preuve assistée par ordinateur. Elle énonce que, dans l’espace, l’empilement des sphères le plus dense est celui du marchand des quatre saisons à savoir le cubique face centrée (voir système cristallin).

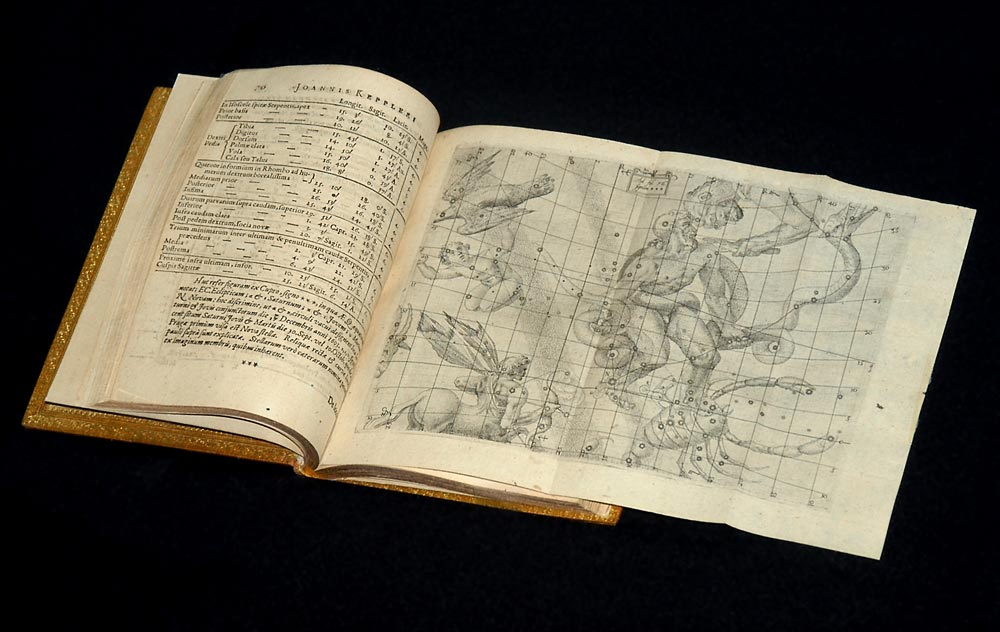
La supernova de 1604 dans De Stella Nova.
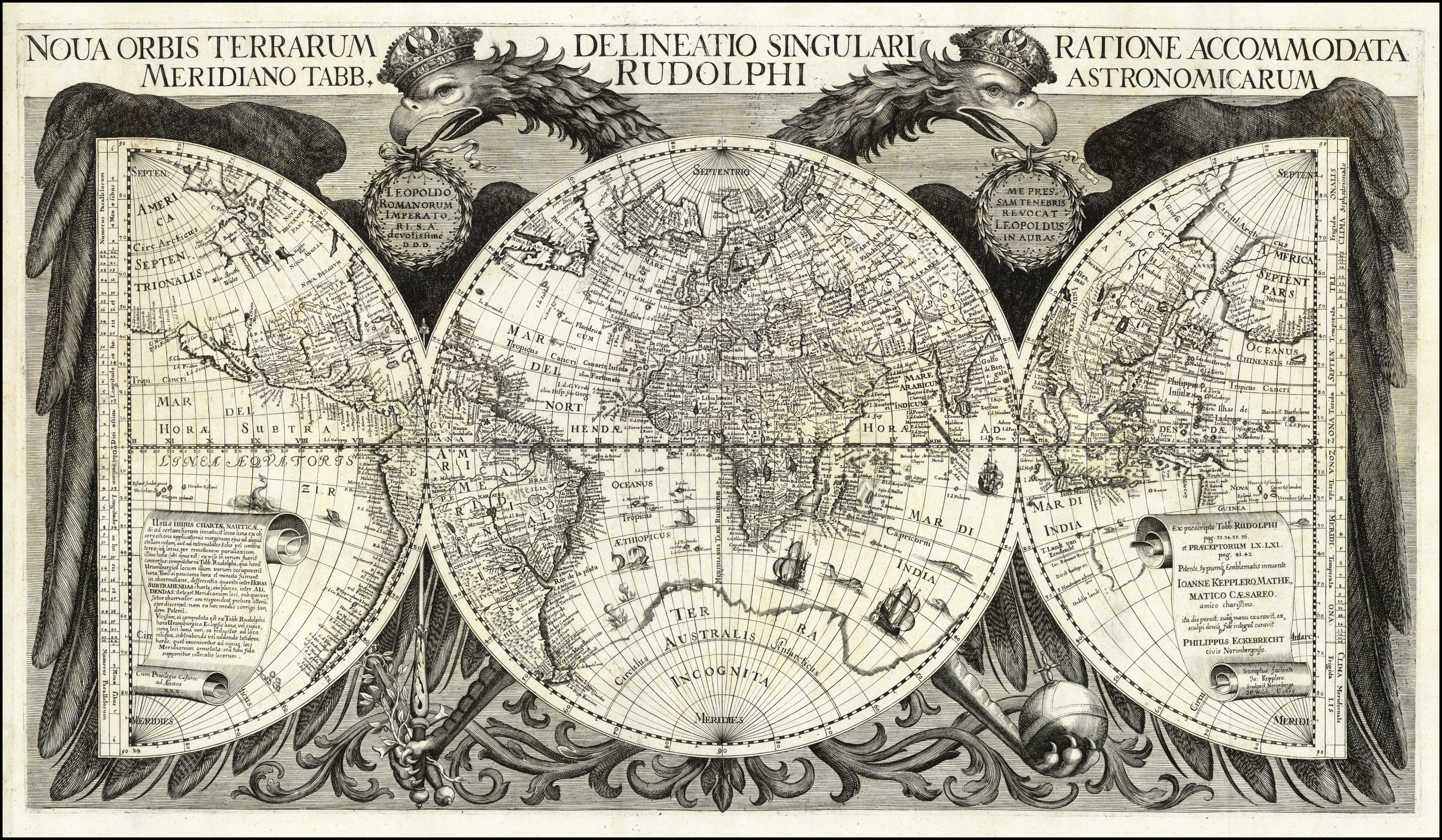
Planisphère de Kepler réalisé en 1627 dans son ouvrage Tabulae Rudolphinae.
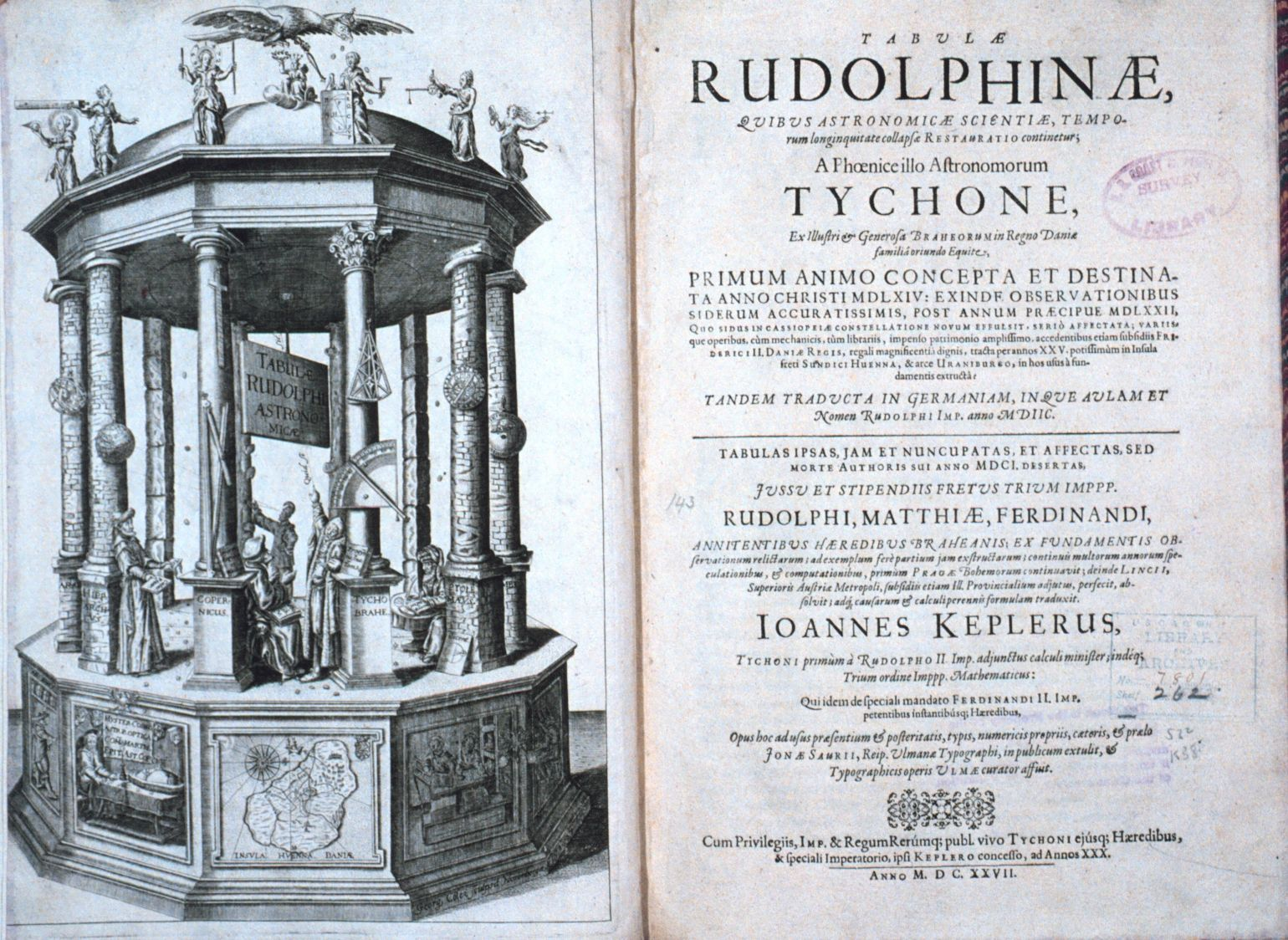
Frontispice des Tables rudolphines.

## Kepler et l’astrologie
Kepler était persuadé que l’astrologie pouvait devenir une science au même titre que la physique ou les mathématiques. Il était convaincu que les positions des planètes affectaient les humains et influençaient la météorologie terrestre. Pour lui, astronomie et astrologie étaient liées. C’est ainsi qu’il essaya de poser des bases scientifiques rigoureuses à l’astrologie en faisant intervenir les principes physiques de son époque, essentiellement autour de considérations sur la nature de la lumière. Par exemple différences entre lumière propre (du Soleil) et lumière réfléchie (de la Lune, mais aussi des planètes), etc.
La publication de ses horoscopes et de ses prédictions lui fit une bonne renommée. En 1595, il prédit un soulèvement de la population, une invasion turque ainsi qu’un hiver rigoureux. Il se trouve que de tels événements se produisirent. Il compila plus tard l’horoscope du général Albrecht von Wallenstein qui s’arrêta par un « violent événement » en 1634. Wallenstein fut en effet assassiné le 24 février de cette année. Il laissa trois écrits sur l’astrologie : De fundamentis astrologiae, en 1601, le Tertius interveniens en 1610 et Astrologicus, en 1620.
Il attribue d’ailleurs aux astres le malheur et le comportement de ses parents, qu’il croit nés sous une mauvaise étoile, ainsi que son premier mariage — décevant — sous un « ciel calamiteux ».
Il est par ailleurs très critique vis-à-vis de l'astrologie populaire et de ses prédictions, comme de tout temps les astrologues « savants » ont critiqué les astrologues « populaires » sans réussir à définir la ligne de démarcation. Le De fundamentis astrologiae de 1601 par exemple, est un mini-traité visant à fonder physiquement l'astrologie (contre la tradition, ce pourquoi le Tertius interveniens 1610 est une réponse aux objections formulées par quelques astrologues de son temps contre ses considérations « physiques » sur l'astrologie). Kepler préconisa de ne conserver de l'astrologie que les aspects et de ne pas considérer les positions zodiacales. Il ne fut guère suivi dans cette direction si ce n'est en augmentant le nombre des aspects (comme le quintile de 72°).
Il y établit quelques prédictions (essentiellement météorologiques) pour l'année 1602 à la suite de la mort, quelques semaines plus tôt, de Tycho Brahe. Dans l'introduction de ce texte, Kepler explique qu'il va s'atteler à cette tâche « puisqu'il le faut ». C'est en effet l'une des responsabilités liées à la fonction d'astronome impérial dont il a hérité avec le décès inattendu de Tycho Brahe.

## Kepler précurseur de la science-fiction
Kepler est parfois considéré comme un précurseur des romans de science-fiction, avec l'écriture de Somnium, seu opus posthumum de astronomia lunari. Dans cet ouvrage publié à titre posthume en 1634 par son fils Ludwig, Kepler essaie de diffuser la doctrine copernicienne en détaillant la perception du monde qu'un observateur aurait depuis la Lune. Il explique que « le but de [son] Songe est de donner un argument en faveur du mouvement de la Terre ou, plutôt, d'utiliser l'exemple de la Lune pour mettre fin aux objections formulées par l'humanité dans son ensemble qui refuse de l'admettre. »

## Hommages
- L’astéroïde (1134) Kepler a été nommé en son honneur. Il existe un cratère Kepler sur la Lune et un sur Mars. Kepler Dorsum est une dorsale de Phobos satellite de Mars.
- La supernova SN 1604, a été aussi appelée Supernova de Kepler, ou Étoile de Kepler, car restée visible un an après son explosion de 1604, Kepler en rédigea la description la plus précise.
- La NASA a donné son nom au télescope spatial Kepler qui a pour mission pendant quatre ans de détecter des exoplanètes telluriques et autres petits corps orbitant près des étoiles de notre galaxie, la Voie lactée. Le télescope a été lancé le 7 mars 2009.
- Paul Hindemith a créé un opéra basé sur la vie de Kepler : L'Harmonie du monde.
- Philip Glass a également composé un opéra sur lui : Kepler.
- Le véhicule de ravitaillement spatial automatique européen ATV 2 est nommé Johannes Kepler. Il fut lancé le 16 février 2011.
- La rue Kepler est une voie du 16e arrondissement de Paris qui rend hommage à Johannes Kepler.
- Robert Slimbach a créé une police de caractères portant le nom de Kepler, pour le compte d'Adobe.
- La série 600 des cartes graphiques de la marque Nvidia, inaugurée en mars 2012 a pour nom de code Kepler.
- La version majeure 4.3 de l'environnement de développement intégré Eclipse, a également pour nom de code Kepler.

## Portraits

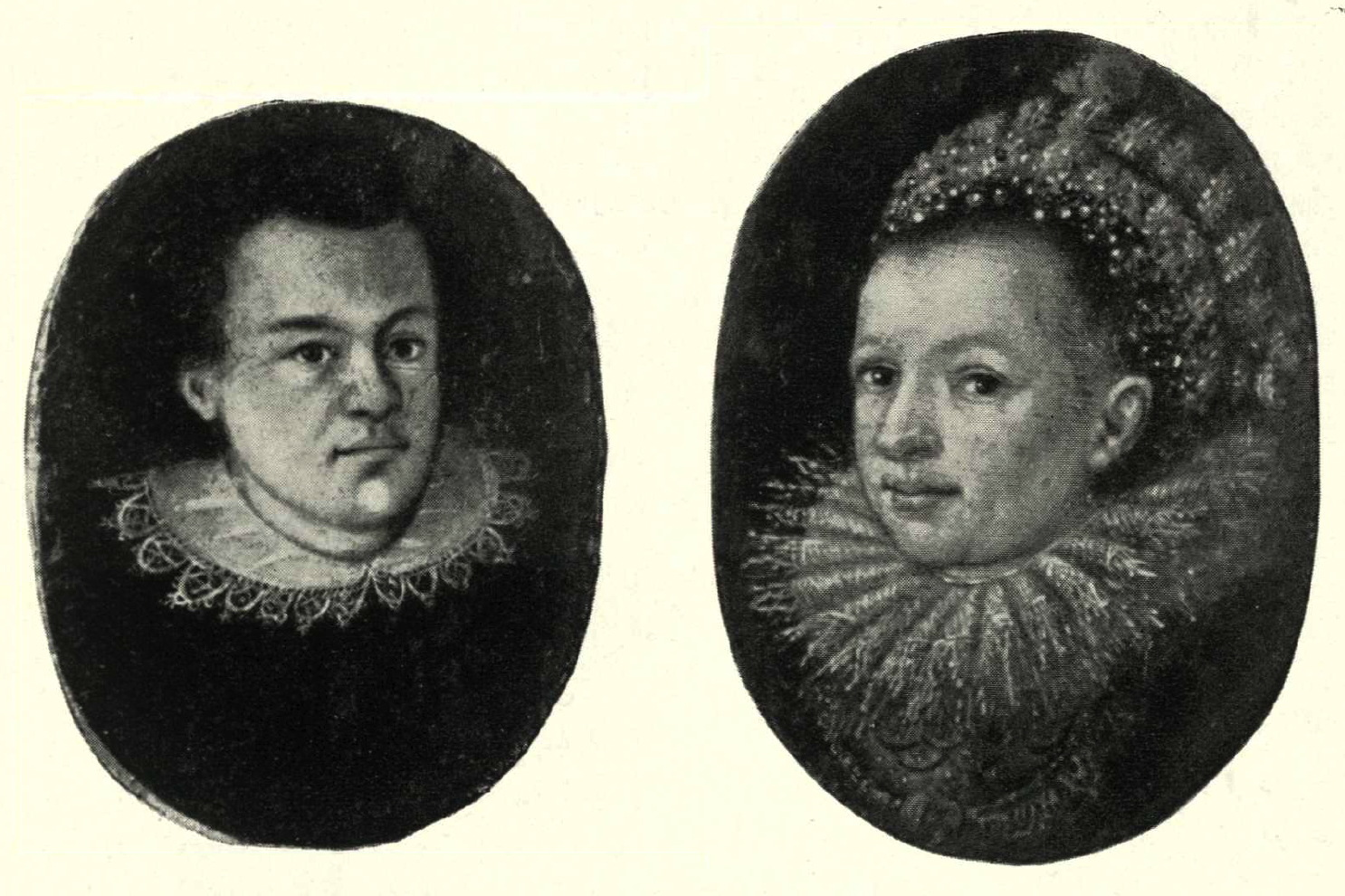
Médaillons représentant Kepler et sa première épouse.
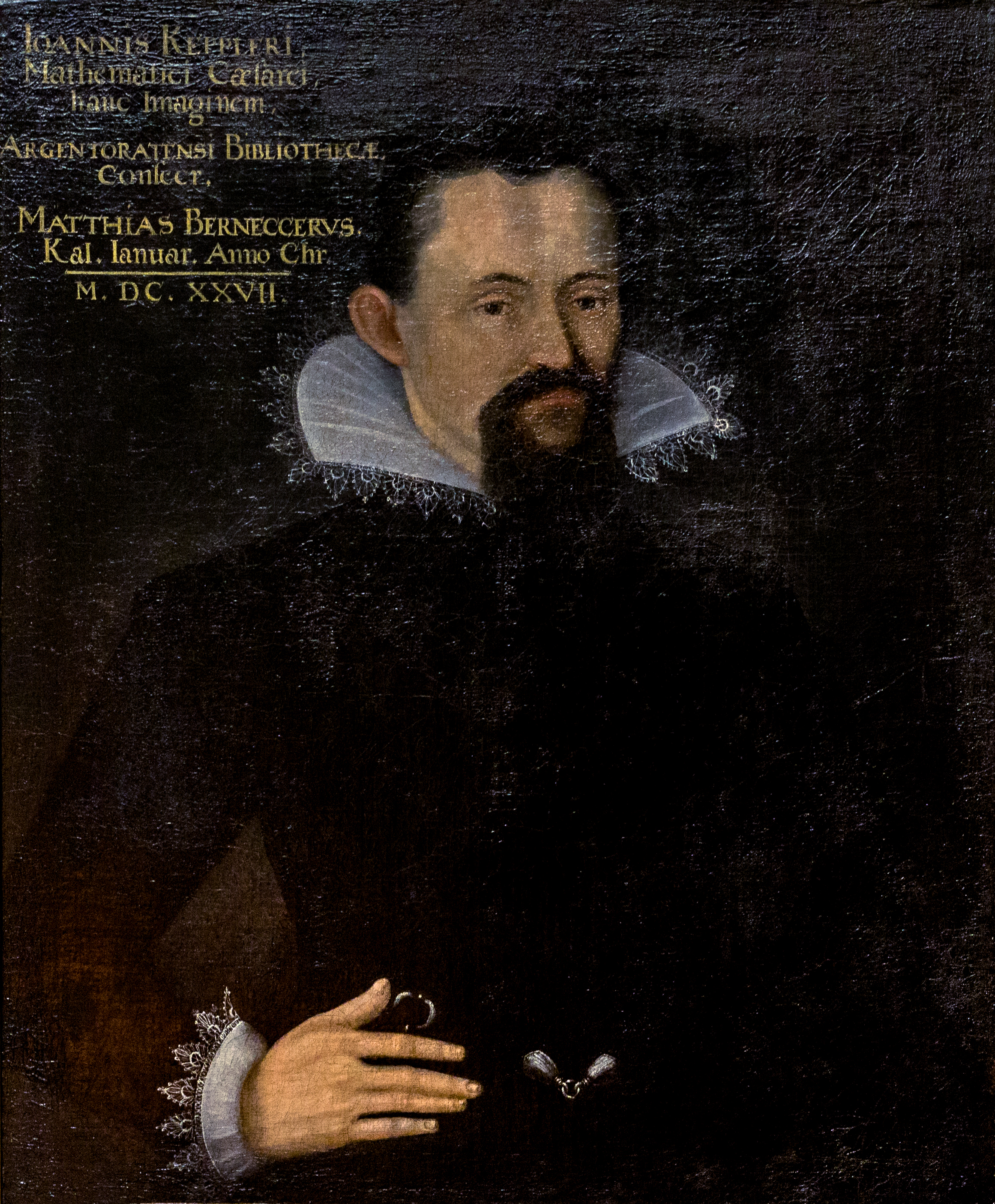
Huile sur toile, Chapitre Saint-Thomas, Strasbourg.
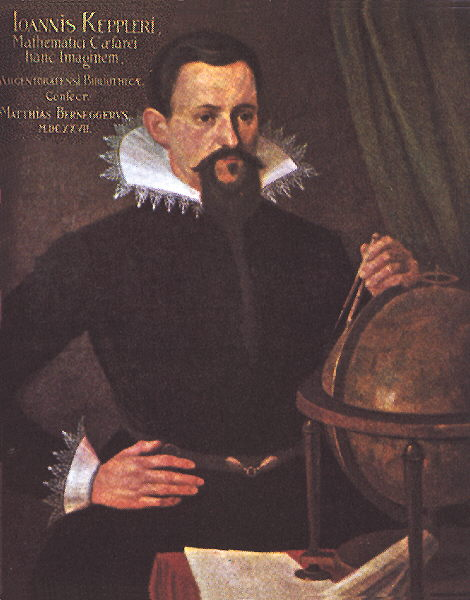
Portrait « de Strasbourg » complété (compas, globe).
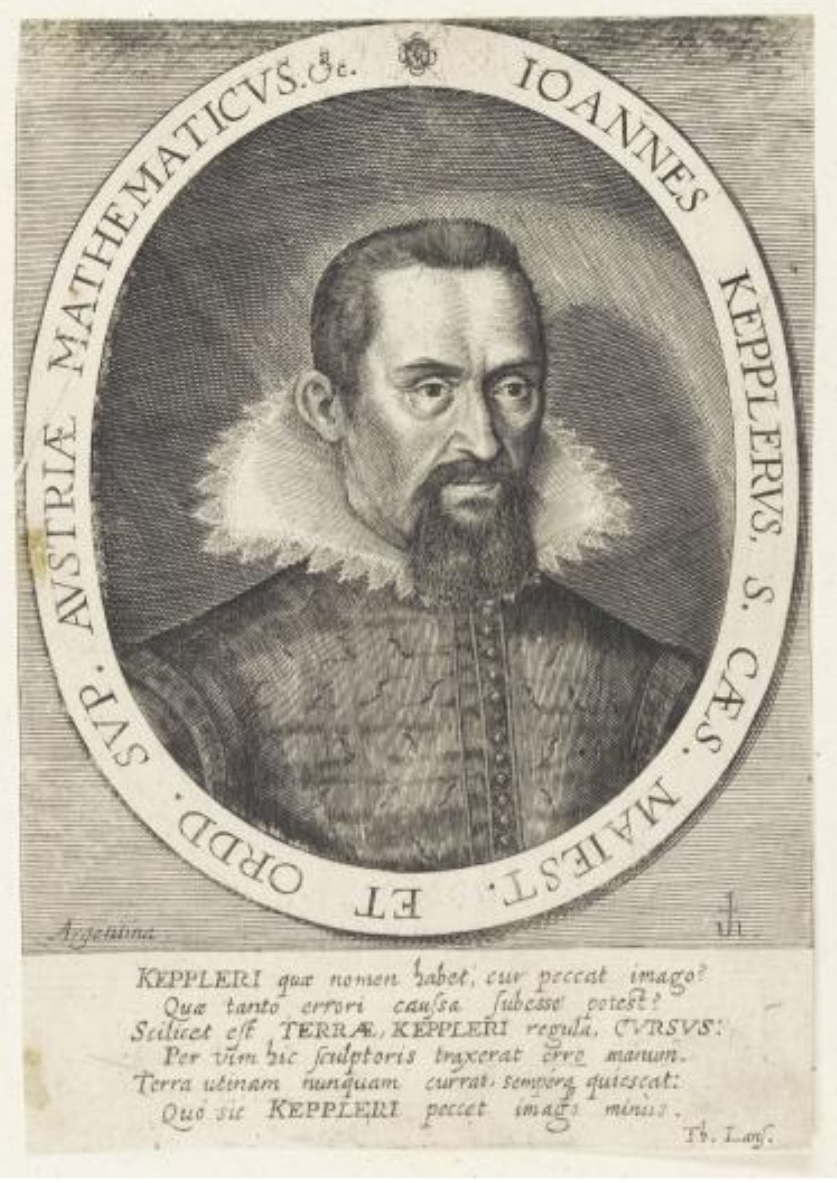
Gravure de Jacob van der Heyden.
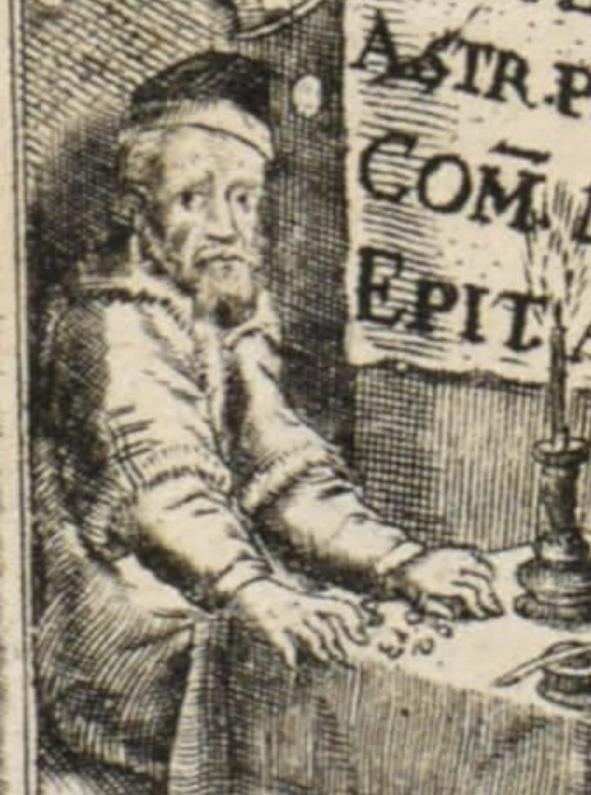
Vue de détail du frontispice des tables rudolphines.

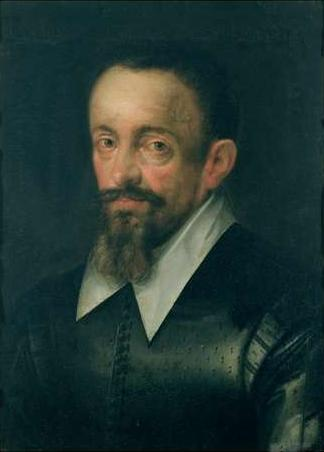
Portrait présumé de Kepler par Hans van Aachen (vers 1610).
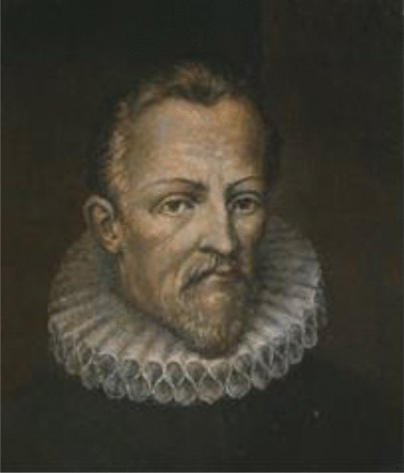
Portrait présumé de Kepler, miniature de Linz.

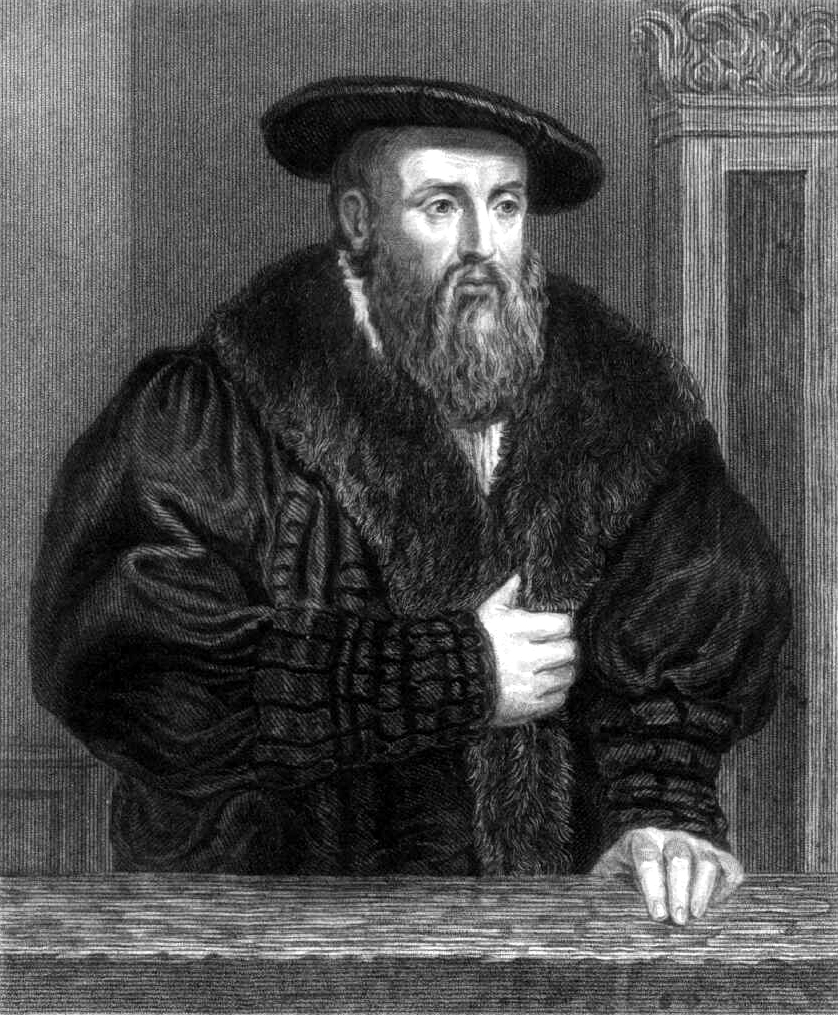
Gravure de Frederick Makenzie.

Le portrait contesté de l'abbaye de Kremsmünster : souvent identifié à Kepler, le personnage représenté est plus probablement Michael Maestlin.

## Ouvrages de Kepler